# Kirby (Wyoming)
Kirby – miasto w Stanach Zjednoczonych, w stanie Wyoming, w hrabstwie Hot Springs.